# Censimento di Quirinio

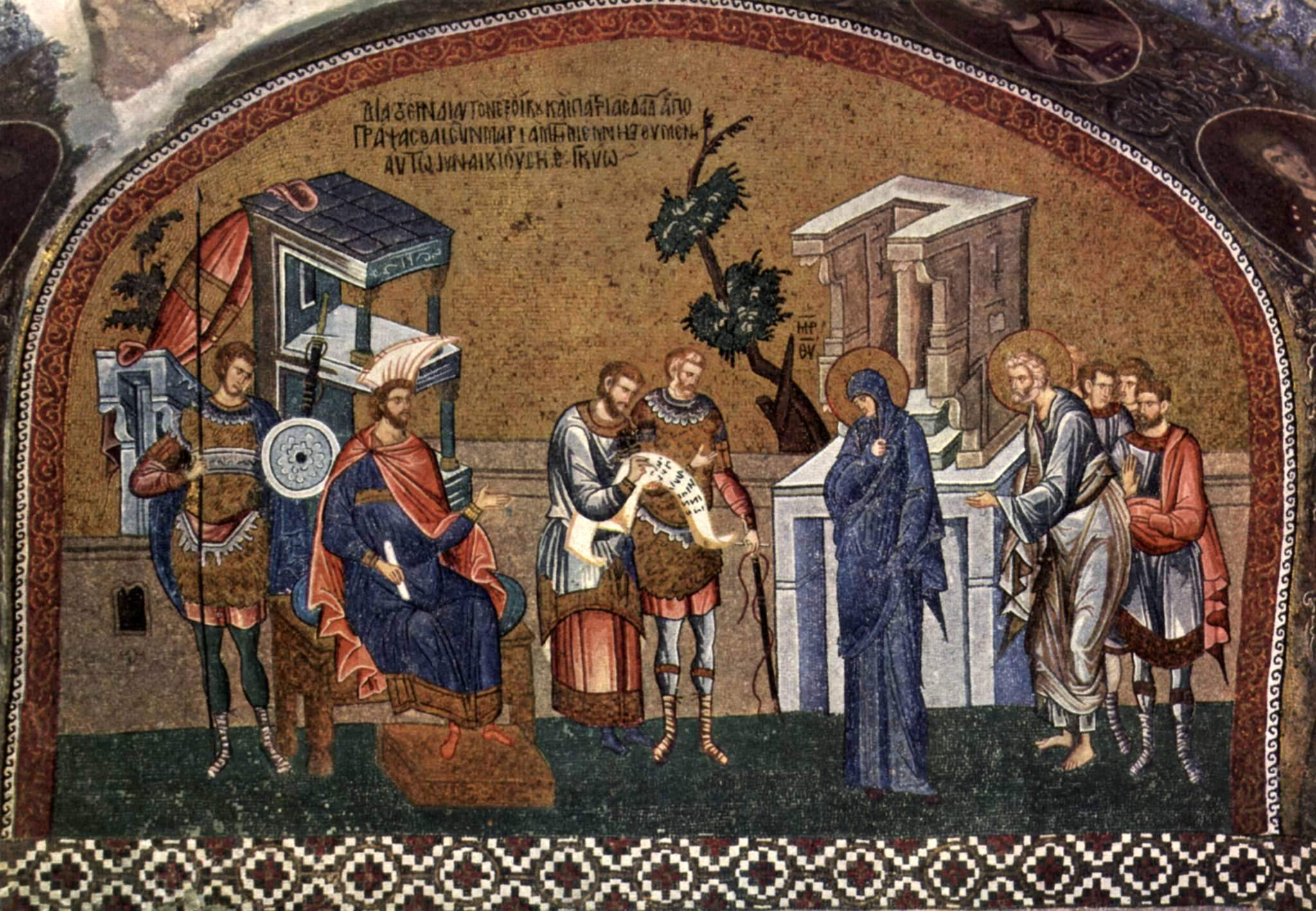
Maria e Giuseppe si presentano a Quirinio per il censimento. Istanbul, mosaico bizantino, circa 1315-1320.

Il censimento di Quirinio fu disposto dal governatore romano Publio Sulpicio Quirinio nelle province di Siria e Giudea nel 6 d.C., quando i possedimenti di Erode Archelao passarono sotto diretta amministrazione romana.
Nel Vangelo secondo Luca (2,1-2) viene nominato un "primo censimento" di Quirinio realizzato "su tutta la terra" dietro ordine dell'imperatore Augusto, in occasione del quale avvenne la nascita di Gesù a Betlemme, al tempo di re Erode (morto probabilmente nel 4 a.C.).
La maggior parte degli storici, laici e cristiani, ritiene che l'autore del Vangelo secondo Luca abbia erroneamente retrodatato il censimento del 6 d.C., o spostato la nascita a tale epoca, forse con l'intento di collocare la nascita di Gesù a Betlemme anziché a Nazaret (luogo di residenza di Giuseppe e Maria), mentre una minoranza di studiosi sostiene la possibilità di un censimento in due fasi a distanza di anni l'una dall'altra.
Alcuni storici cristiani, per armonizzare il censimento di Quirinio attestato da fonti storiche con la narrazione evangelica, sostengono la promulgazione di due censimenti: uno nell'8 a.C., testimoniato dalle stesse res gestae di Augusto, in occasione del quale avvenne la nascita di Gesù; e uno nel 6 d.C. (testimoniato da Giuseppe Flavio).
Diverse fonti del resto riferiscono proprio intorno a quegli anni la promulgazione e l'esecuzione di più censimenti e non si deve nemmeno tralasciare il fatto che all'epoca tra promulgazione ed esecuzione effettiva potesse passare diverso tempo. In generale, va rilevato come gli autori del mondo antico, e Luca tra questi, lavoravano spesso senza poter consultare archivi o registri ufficiali: questa limitazione creava inevitabilmente ampi margini di incertezza per gli studiosi moderni.
Alcuni storici, tra cui anche studiosi cristiani, ritengono che Luca abbia confuso l'unico censimento storicamente effettuato in quei periodi, quello del 6 d.C., anticipandolo alla nascita di Gesù, durante il regno di Erode il Grande. Ad esempio, la Bibbia di Gerusalemme - nel sottolineare, in merito al censimento, come "la cronologia della nascita di Gesù fornita da Luca non si concilia con quella di Matteo" - rileva come Luca anche negli Atti (At5,37) sottolinei la concomitanza del censimento da lui citato nel Vangelo con la prima rivolta, da esso provocata, di Giuda il Galileo, proprio nel 6 d.C.; anche il "Nuovo Grande Commentario Biblico" fa riferimento al censimento rilevando che "Luca, come dimostra anche in At 5,37, non aveva ricordi chiari circa questo censimento" e Raymond Brown sottolinea, inoltre, che tale narrazione è riportata solo da Luca ed è "basata su confusi ricordi dei censimenti romani" e "dubbia su quasi ogni punto, nonostante gli elaborati tentativi degli studiosi per difendere l'accuratezza lucana".
Per alcuni autori, al di là della questione della data l'avvenimento è da interpretare in chiave teologica: il censimento riguarda tutto l'impero, così anche la nascita di Gesù, che non riguarda solo gli ebrei, ma tutti i popoli dell'impero.

## Censimento di Quirinio del 6 d.C.
L'unico censimento svolto da Publio Sulpicio Quirinio in Giudea di cui si trova notizia in fonti storiche è descritto nell'opera Antichità giudaiche dello scrittore giudeo-romano Flavio Giuseppe, autore prezioso per lo studio del medio-oriente antico. Il censimento non è descritto da altre fonti ebraiche o romane, con l'eccezione dell'accenno di At5,37 e probabilmente della cosiddetta Lapide di Venezia. Comunque sull'attendibilità delle informazioni di Giuseppe si riscontra generale consenso tra gli studiosi moderni. Secondo alcuni studiosi, perciò, il tentativo di far coincidere la nascita di Gesù con il censimento di Quirinio sarebbe un espediente di Luca per collocare l'evento in Betlemme. Secondo la tradizione infatti (cfr. Mi5,1) il Messia sarebbe dovuto nascere in questa cittadina della Giudea.
Secondo il resoconto di Giuseppe, in occasione dell'esilio imposto da Augusto a Erode Archelao nel 6 d.C. i suoi possedimenti in Palestina (Samaria, Giudea, Edom) passarono sotto il diretto controllo dell'Impero romano e vennero inclusi nella neo-istituita provincia di Giudea. Coponio fu il primo governatore della provincia, col rango di prefetto. In quell'anno Quirinio fu nominato governatore (legato) della vicina Siria e Augusto gli impose il compito di censire la Siria e i territori di nuova acquisizione, per "stimare il patrimonio e vendere i beni di Archelao". Diversamente dai censimenti moderni, nell'antichità questi rappresentavano l'unico strumento per stimare la ricchezza di un territorio in vista della sua tassazione.
Il censimento di Quirinio, che rappresentava di fatto la sottomissione del popolo ebraico a un governatore straniero e la fine dell'indipendenza nazionale, suscitò malcontento tra i Giudei e scatenò la seconda rivolta di Giuda il Galileo.
Il resoconto di Giuseppe non chiarisce la natura del censimento, se cioè fosse residenziale o se i censiti dovessero recarsi nella città di origine, benché i romani censissero la popolazione a scopo impositivo dove questa risiedeva e pagava i tributi. Anche la durata non è specificata ma è verosimile che si sia svolto tra il 6 e il 7 d.C. anche se, secondo alcuni autori, il censimento si svolgeva a rilento, poteva durare vari anni e si realizzava in due fasi: "la registrazione della proprietà terriera ed immobiliare" e, in un secondo momento, "la determinazione delle imposte da pagare". Secondo una minoranza di studiosi "la prima tappa avvenne al tempo della nascita di Gesù, mentre la seconda, che per il popolo era molto più urtante, suscitò l'insurrezione" di Giuda il Galileo. A differenza del supposto "primo censimento" evangelico di 2,1-2, quello del 6 fu un censimento locale (Siria e Giudea), non universale ("su tutta la terra"), e avvenne 10 anni dopo la morte di Erode il Grande (4 a.C.), antagonista di Gesù bambino nei racconti dell'infanzia tramandati dal Vangelo secondo Matteo.
Per la maggioranza degli storici, quello del 6 d.C. sarebbe invece l'unico censimento storicamente effettuato negli anni al volgere del secolo. Fu Luca - autore spesso storicamente e geograficamente poco preciso - a confondere, nel suo vangelo, questo censimento anticipandolo alla nascita di Gesù, prima della morte di Erode il Grande nel 4 a.C. Inoltre, la Bibbia di Gerusalemme evidenzia che "un censimento di tutto l'impero sotto Augusto non è noto da altre fonti; il censimento, che ebbe luogo quando Quirinio era legato di Siria (2,2), riguardò soltanto la Giudea. Senza dubbio Luca trasferisce su scala mondiale un avvenimento locale (cf. At 11,28)".
Va, inoltre, considerato come sarebbe storicamente illogico porre un censimento ai tempi di Erode il Grande in quanto - come evidenzia il teologo e sacerdote Raymond Brown, nel sottolineare che Luca "confuse i tempi difficili che accompagnarono la formazione della provincia della Giudea e i tempi difficili che accompagnarono la morte di Erode dieci anni prima" - non avrebbe avuto senso un censimento di tassazione sotto tale sovrano: "un re sempre collaborativo nel versare i tributi a Roma; Erode imponeva le sue tasse e i suoi esattori delle tasse", mentre invece "il noto censimento di Quirino nel 6-7 d.C. fu condotto proprio perché il figlio di Erode, Archelao, era stato deposto, e la Giudea ora veniva posta in modo diretto sotto il governo romano e le sue tasse"; inoltre, "l'imposizione di un censimento romano e di una tassa romana nel regno di Erode il Grande avrebbe dovuto produrre esattamente lo stesso risultato [di rivolta]; quindi il silenzio di Giuseppe Flavio, non solo su un tale censimento e tassazione sotto Erode, ma anche su una rivolta o una protesta contro Roma su tale pratica, è un argomento eloquente che non vi fu alcun censimento romano della Palestina prima del censimento sotto Quirino in AD 6-7, un evento, con la sua concomitante rivolta, accuratamente descritto da Giuseppe Flavio".

## Censimenti di Augusto

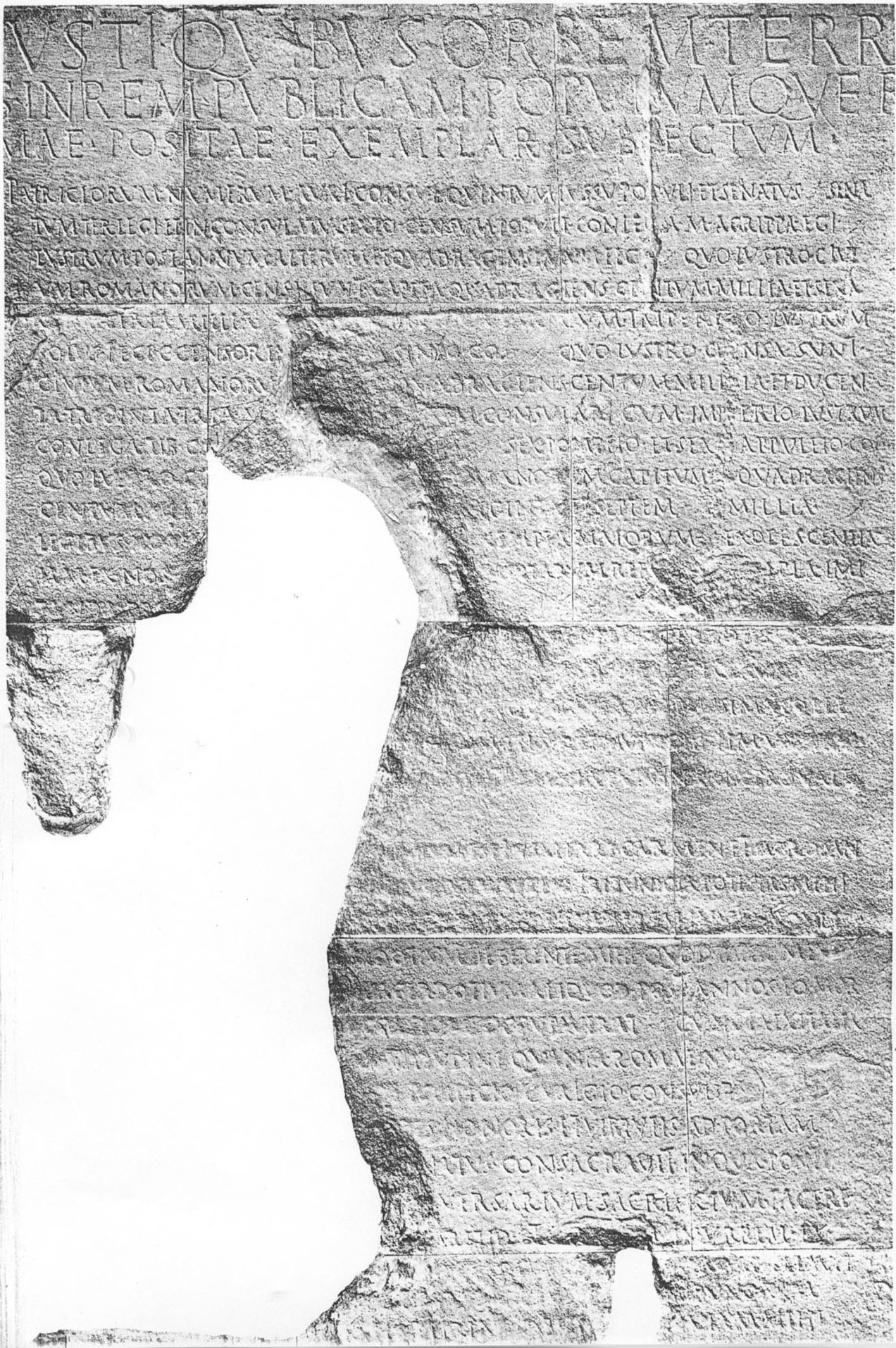
Parte della Res gestae divi Augusti, resoconto contenente l'accenno ai tre censimenti universali dell'imperatore Augusto.

Secondo Tacito l'amministrazione di Augusto era estremamente ordinata: si teneva conto di "tutte le entrate pubbliche, il numero dei cittadini (romani) e degli alleati ch'erano nelle armi, lo stato della flotta, dei regni (alleati), delle province, delle imposte, dei tributi, dei bisogni, e delle elargizioni".
Lo strumento principale di questa amministrazione era costituito dal censimento: Augusto fu il primo imperatore romano che ne fece ampio e sistematico uso.
I censimenti che indisse erano di due tipi, con modalità e scopi diversi: censimenti universali e censimenti provinciali. A questi si affiancarono i censimenti di re e popolazioni alleate.

### Censimenti universali
Il censimento universale (census populi Romani) contava tra gli individui soggetti all'autorità romana coloro che godevano dello status privilegiato di cittadino romano. Essendo questi gli unici ammessi nell'esercito romano, lo scopo di questi censimenti era valutare la potenza militare su cui era possibile fare affidamento.
Augusto indisse tre censimenti universali, nel 28 a.C. (non ancora imperatore), 8 a.C. e 14 d.C.
Il censimento dell'8 a.C. è cronologicamente compatibile con quello evangelico, ma non può essere immediatamente identificato con esso: erano censiti i soli cittadini romani dell'impero, e Giuseppe di Nazaret non era né cittadino romano, né suddito dell'impero (viveva nel regno di Erode il Grande).

### Censimenti provinciali
Oltre a quelli universali, Augusto indisse censimenti in varie province dell'impero per determinare la ricchezza e quindi la tassazione del territorio. La memoria di questi censimenti si è talvolta conservata a causa delle rivolte popolari che ne conseguivano. Sono attestati censimenti in Egitto (ogni 14 anni probabilmente a partire dal 30 a.C., o secondo altri 33/34 d.C.), Cirenaica (nel 7/6 a.C.), Sicilia, Pannonia (10 d.C., con rivolta), nelle tre province della Gallia (27 a.C., con rivolta, 12 a.C., con rivolta, 14-16 d.C.), Spagna e Lusitania, Cappadocia (36 d.C., con rivolta) e appunto quello di Quirinio in Siria e Giudea del 6 d.C. (con rivolta).

### Censimenti di alleati
Secondo il già citato Tacito, Augusto teneva sotto controllo non solo le province romane ma anche i regni alleati. La già citata Lapide di Venezia testimonia un censimento svolto da Quirinio, probabilmente quello provinciale del 6-7 d.C., nella città "autonoma" di Apamea, in Siria.
Un altro censimento di tipo romano è attestato in Cilicia nel 36 presso la tribù dei Cliti, che fu seguito da una rivolta.

## "Primo censimento" di Quirinio

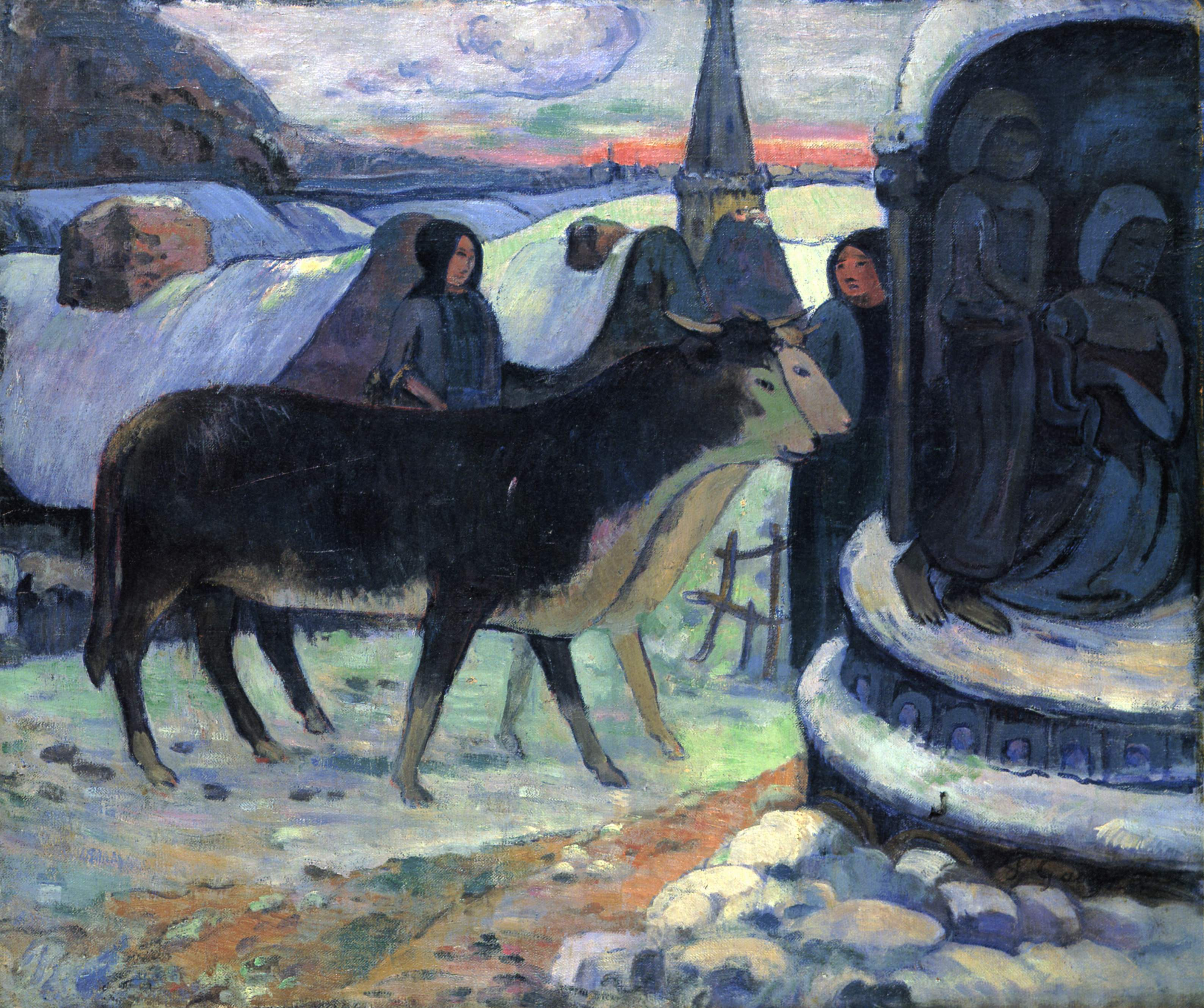
Paul Gauguin, Natale, 1894, olio su tela, 72 x 83 cm, collezione privata.

Secondo una minoranza di storici cristiani e le parole dell'evangelista Luca, la nascita di Gesù avvenne in occasione di un "primo censimento" (Lc2,1-2) realizzato in Giudea da Quirinio, accaduto prima del "secondo" censimento del 6-7 d.C., salvando in tal modo la storicità del racconto tramandato dal Vangelo secondo Luca.
La maggioranza degli storici, anche cristiani, ritiene invece che vi fu un solo censimento di Quirinio in Giudea - quello del 6 d.C., che provocò la rivolta di Giuda il Galileo - e l'espressione "primo censimento" non si riferisce ad un secondo successivo ma semplicemente al primo effettuato in Giudea. Raymond Brown, ad esempio, evidenzia che anche "Atti 5:37 mostra la conoscenza di un solo censimento («il censimento»). La cosiddetta giustificazione testuale per due censimenti, «Questo fu il primo censimento sotto Quirino come governatore» (Luca2:2) [...] non significa il primo di due; significa che questo fu il primo censimento effettuato sotto gli auspici romani nella provincia della Giudea, un censimento condotto quando Augusto era imperatore e Quirino era governatore". Sottolinea ancora Brown che "nessun censimento romano era stato tenuto in Giudea prima di quello di Quirino nel 6-7 d.C. (un censimento che Luca ha erroneamente fissato al tempo di Re Erode attraverso l'associazione con 1:5)" e "anche Giuseppe Flavio "non dà alcun indizio sul fatto che Quirino abbia prestato servizio in precedenza in quella veste".
Nel Chronographus Anni CCCLIIII, elenco di consoli romani, il nome di Quirinio compare nel 12 a.C. insieme a quello di Messalla. Tacito fornisce alcuni brevi cenni storici: “Quirinio non apparteneva affatto all'antica e patrizia famiglia dei Sulpicii, essendo egli nato nel municipio di Lanuvio; ma siccome era valente nell'arte della guerra ed energico nel rendere servizi, sotto il divo Augusto aveva ottenuto il consolato; poi, per avere espugnato in Cilicia le fortezze degli abitanti di Omonade, aveva conseguito le insegne del trionfo ed era stato assegnato come consigliere a G. Cesare, che governava l'Armenia”. (Annali, III, 48) Quirinio morì nel 21 d.C. Lo storico ebreo Giuseppe Flavio parla della legazione di Quirinio in Siria in concomitanza con l'incarico di Coponio quale procuratore romano in Giudea, scrivendo: “Quirinio, che apparteneva al Senato e che aveva già sostenuto altre magistrature e che attraverso tutti i gradi era pervenuto al consolato, persona di rilievo anche per altri aspetti, venne in Siria inviato da Cesare, come iuridicus della provincia e per fare una registrazione dei beni. Venne inviato con lui Coponio, appartenente all'ordine equestre, ad assumere il governo della Giudea con pieni poteri”. Giuseppe Flavio spiega poi che Quirinio andò in Giudea, sulla quale era stata estesa la sua autorità, e l'assoggettò a tassazione. La cosa provocò grande malumore e un fallito tentativo di rivolta, capeggiato da “Giuda il Gaulanita” Questa è evidentemente la rivolta a cui accenna Luca in Atti 5:37. Secondo Giuseppe Flavio essa ebbe luogo nel “trentasettesimo anno dalla vittoria di Cesare su Antonio presso Azio” Questo indica che Quirinio era governatore, o legato, della Siria nel 6 d.C.
Per molto tempo questa fu l'unica legazione di Quirinio in Siria attestata dalla storia. Tuttavia nel 1764 fu rinvenuta a Tivoli, nei pressi di Roma, un'iscrizione nota come Lapis Tiburtinus, la quale, pur non menzionando Quirinio per nome, contiene informazioni che a detta della maggioranza degli studiosi possono riferirsi soltanto a lui. Vi si legge che, recatosi in Siria, egli divenne governatore (o legatus) per ‘la seconda volta’. Sulla base di iscrizioni rinvenute ad Antiochia in cui compare il nome di Quirinio, alcuni storici riconoscono che questi fu legato di Siria anche prima dell'era volgare.
Essi sono però incerti su dove inserire Quirinio fra i governatori della Siria menzionati dalle fonti storiche. Giuseppe Flavio parla di Quintilio Varo come legato di Siria al tempo della morte di Erode il Grande e dopo. Anche Tacito menziona Varo come governatore all'epoca della morte di Erode. (Storie, V, 9) Giuseppe Flavio afferma che il predecessore di Varo fu Senzio Saturnino. Diversi studiosi, alla luce delle testimonianze di una precedente legazione di Quirinio, avanzano l'ipotesi che essa abbia avuto luogo nel 3-2 a.C. Essi pongono la legazione di Quirinio in quegli anni perché collocano il suo governatorato dopo quello di Varo e quindi dopo la morte di Erode il Grande, per la quale adottano la data tradizionale del 4 a.C., mentre altri studi suggeriscono la data del 1 a.C.; la durata del suo governatorato è tuttavia congetturale, perché Giuseppe Flavio non specifica né la data d'inizio né quella della fine. I dati più attendibili indicano il 2 a.C. come anno di nascita di Gesù. Perciò la legazione di Quirinio deve aver incluso quell'anno o parte di esso.
Alcuni studiosi richiamano l'attenzione sul fatto che Luca adopera il termine hegemòn, generalmente tradotto “governatore”. Con questo termine greco, che fondamentalmente significa “duce, condottiero, guida” o “funzionario esecutivo d'alto rango”, venivano indicati i legati, i procuratori e i proconsoli romani. Alcuni, perciò, avanzano l'ipotesi che all'epoca di quella che Luca definisce la “prima registrazione” Quirinio prestasse servizio in Siria come legato speciale dell'imperatore con poteri straordinari. Un altro fattore che potrebbe aiutare a far luce sulla questione è il chiaro riferimento di Giuseppe Flavio a un doppio governatorato della Siria, poiché parla di due persone, Saturnino e Volumnio, che prestavano contemporaneamente servizio quali “governatori della Siria”. Perciò, se Giuseppe Flavio non sbaglia nell'elencare Varo come successore di Saturnino quale governatore della Siria, è possibile che Quirinio abbia prestato servizio contemporaneamente a Saturnino (come aveva fatto Volumnio) o a Varo prima della morte di Erode (avvenuta probabilmente nel 4 a.C.). La "The New Schaff-Herzog Encyclopedia of Religious Knowledge" afferma: “Tra Quirinio e Varo, governatore della Siria, esisteva lo stesso rapporto che ci fu in seguito fra Vespasiano e Muciano. Vespasiano condusse la guerra in Palestina mentre Muciano era governatore della Siria; e Vespasiano era legatus Augusti, esattamente il medesimo titolo e rango di Muciano”.

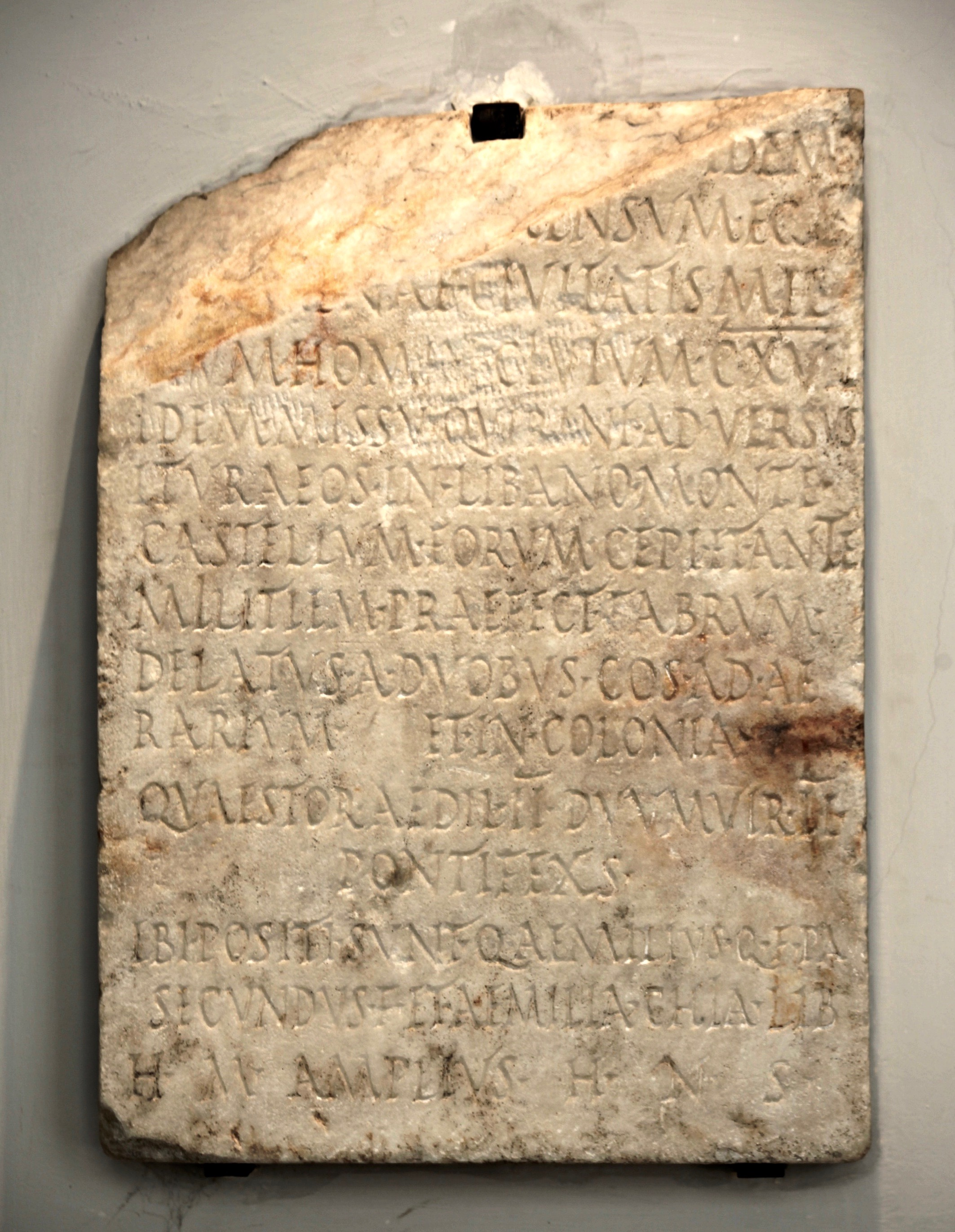
La Stele del censimento al Museo archeologico nazionale di Venezia

Un'iscrizione ritrovata nel 1880 a Venezia (Lapis Venetus) accenna a un censimento eseguito da Quirinio in Siria. Non fornisce però alcuna indicazione che permetta di determinare se ebbe luogo durante la prima o la seconda legazione.
Per i biblisti più legati alla tradizione, l'accuratezza di Luca nelle questioni storiche (l'evangelista Luca era persona istruita ed esercitava la professione di medico) costituisce un valido motivo per ritenere esatto il suo riferimento a Quirinio quale governatore della Siria verso l'epoca della nascita di Gesù. Va ricordato che Giuseppe Flavio, in questo caso praticamente l'unica altra fonte di informazioni, non nacque che nel 37 E.V., ovvero quasi quattro decenni dopo la nascita di Gesù. Secondo tradizione, Luca sarebbe stato già un medico che viaggiava con l'apostolo Paolo verso il 49 E.V., quando Giuseppe Flavio non era che un ragazzo di 12 anni. Sempre secondo i biblisti più legati alla tradizione, dei due, anche prescindendo da qualsiasi altra considerazione, Luca sarebbe la fonte più attendibile per quanto riguarda le informazioni sul governatorato della Siria subito prima della nascita di Gesù. Giustino Martire, scrittore del II secolo E.V. nato in Palestina, fa riferimento a documenti romani per confermare l'accuratezza di Luca in merito al governatorato di Quirinio all'epoca della nascita di Gesù. Non risulta che il racconto di Luca sia mai stato contestato dagli storici antichi, nemmeno da uno critico come Celso. Va comunque rilevato come molti studiosi cristiani mettano in dubbio la professione di medico di Luca, per la quale non esiste alcuna prova, e sottolineano che lo stesso Luca non fu neppure compagno di viaggio di Paolo: "l'interpretazione dei tratti che distinguono il Paolo lucano è difficilmente conciliabile con l'ammissione che il libro degli Atti sia stato scritto da un compagno di Paolo", "poiché Luca negli Atti mostra di avere scarsa dimestichezza con la teologia di Paolo e di non conoscerne le lettere" e "Luca è lo storico che riassume e dà contorni al passato; non è, in nessuno dei due suoi libri [Vangelo e Atti degli Apostoli], un attore della storia che ci narra". Inoltre anche parecchi studiosi, ritengono che i vangeli, incluso il Vangelo secondo Luca, non sarebbero stati scritti dagli evangelisti a cui sono attribuiti per tradizione; ad esempio, Raymond Brown ritiene che i vangeli canonici siano di autori ignoti e sottolinea altresì che tali autori non furono neppure testimoni oculari, cosa che per il Vangelo secondo Luca si evince anche dalle stesse affermazioni dell'autore (Lc1,2).
Studiosi, anche cristiani, fanno comunque rilevare come Luca dimostri una scarsa conoscenza storico-geografica della Palestina di cui scriveva e Raymond Brown - nel sottolineare che "uno studio del Vangelo di Luca e degli Atti mostra che Luca aveva delle carenze come storico" - rileva che "per esempio in Atti 5:36 indica Gamaliele, a metà degli anni '30, riferirsi col passato alla rivolta di Teuda che non si è verificata fino ai '40, e poi Luca genera ulteriore confusione facendo riferire a Gamaliele della rivolta guidata da Giuda il Galileo (AD 6) come se venisse dopo la rivolta di Teuda!"; anche in merito ai riti della purificazione, sempre presenti nel resoconto della Natività lucana, tale teologo - così come un altro teologo, Rudolf Bultmann - osserva come Luca non sia stato storicamente corretto e conclude, in merito a tale purificazione, "perché non ammettere semplicemente che Luca si confuse su questo punto, come nel censimento? Io ritengo tali inesattezze essere una prova del fatto che Luca non era cresciuto nell'ebraismo o in Palestina". Anche geograficamente il Vangelo secondo Luca presenta delle lacune come ad esempio in Lc17,11, che riporta come Gesù scendendo verso Gerusalemme (che è in Giudea) attraversa prima la Samaria e poi la Galilea mentre invece si deve attraversare prima la Galilea e solo dopo la Samaria, oppure in Lc4,28-30, dove si descrive Nazaret situata su un monte mentre in realtà è in zona pianeggiante e con dislivelli di scarsa pendenza. L'interconfessionale Bibbia TOB sottolinea, in merito, come spesso l'autore del Vangelo secondo Luca dimostri una "mancanza di familiarità con la geografia della Palestina e con diversi usi di questo paese" e, nei resoconti sulla vita di Gesù, "talvolta rivela una profonda indifferenza per la loro cronologia (4,16-30; 5,1-11; 24,51) o per la loro collocazione topografica (10,13-15; 13,34-35; 24,36-49)".
La maggioranza degli studiosi moderni, sia laici che cristiani, propende per un errore da parte dell'autore del vangelo lucano, anche perché Luca avrebbe scritto il suo Vangelo 40 o 50 anni dopo la morte di Gesù, basandosi sui racconti di terze persone senza potere consultare archivi. Una minoranza di studiosi conviene sulla possibilità di un censimento realizzato in due fasi a distanza di diversi anni l'una dall'altra, giudicando compatibile il censimento di Quirinio con la nascita di Gesù.
La maggioranza degli studiosi ritiene, comunque, infondati i tentativi di armonizzazione che suppongono un duplice mandato di Quirinio - la cui carriera è sufficientemente documentata - e anche Raymond Brown, in merito al fatto che Quirinio non ebbe alcun precedente mandato oltre a quello successivo alla deposizione di Erode Archelao, sottolinea che "ha servito come console nel 12 a.C. (Tacitus Annals III 48). Era in Asia Minore dopo il 12 e prima del 6 a.C. guidando le legioni nella guerra contro gli Homonadenses. Si trovava nel Vicino Oriente, in particolare in Siria, come consigliere di Gaio Cesare per diversi anni prima di A.D. 4. Ma non si fa menzione del fatto che Quirino fosse stato legato nei quasi venti anni della sua carriera dal 12 a.C. all'A.D. 6" ed evidenzia che anche "Atti 5:37 mostra la conoscenza di un solo censimento («il censimento»)".

### Lezioni alternative
Un'ipotesi formulata ancora a inizio Seicento e che ha numerosi sostenitori moderni,
ripresa con argomentazioni diverse da biblisti contemporanei della scuola esegetica di Madrid, cerca di risolvere l'armonizzazione dei due censimenti con una particolare lettura di Lc2,2. Il testo biblico riferisce di un apographè pròte, solitamente tradotto con "primo censimento". Secondo questa ipotesi l'aggettivo pròtos non va reso con "primo" (aggettivo numerale) ma con "precedente" (aggettivo temporale), come anche avviene in Gv1,15;1,30;15,18. Il testo andrebbe dunque tradotto "Questo censimento fu precedente (a quello fatto) quando era governatore della Siria Quirinio", oppure "Questo censimento fu fatto prima di essere governatore della Siria Quirinio". L'ipotesi non ha trovato largo consenso tra i biblisti che la giudicano improbabile oppure possibile ma forzata e arbitraria. Nessuna comunque delle principali traduzioni moderne nelle varie lingue propone la lettura "precedente censimento".
Una diversa interpretazione, ormai datata, propone l'attribuzione anticipata a Quirinio del titolo di governatore, che al tempo del censimento non lo era ancora: "Questo primo censimento fu fatto da Quirinio, (poi diventato) governatore di Siria". Questa lezione può essere possibile sulla base della traduzione latina della Vulgata di Girolamo (Haec descriptio prima facta est praeside Syriae Quirino), che usa il sostantivo praeside (governatore), ma il testo greco originario usa un participio presente (egemonéuontos, "governante") rendendo improbabile l'ipotesi.
Una terza lezione alternativa del testo di Luca ipotizza che il nome originario del governatore fosse «Quintilio», poi corrotto in «Quirinio». Publio Quintilio Varo fu effettivamente presente e attivo nel medioriente dell'epoca, ricoprendo il rango di governatore della Siria tra il 6 e 4 a.C., ma questa ipotetica corruzione non trova conferma in nessun manoscritto evangelico.

### "Governante Quirinio"
La principale opposizione alla teoria del "primo censimento" di Quirinio al tempo di Erode il Grande (prima del 4 a.C.) è che, secondo Flavio Giuseppe, il funzionario romano divenne governatore della Siria solo nel 6 d.C. Per risolvere questa contraddizione alcuni studiosi cristiani hanno avanzato diverse ipotesi relative all'interpretazione del "governante (egemonéuontos, participio presente) Quirinio in Siria" di Lc2,2 o hanno parlato di "indizi" secondo cui Quirinio "sarebbe stato attivo già all'incirca nel 9 a.C. in Siria su incarico dell'imperatore".
Governatore
Il termine greco relativo all'ufficio di Quirinio è tradizionalmente reso col sostantivo "governatore", complice anche la resa della traduzione latina della vulgata di Lc2,2: "Hæc descriptio prima facta est a præside Syriæ Cyrino".
Già nel Cinquecento è stato ipotizzato un mandato consolare di Quirinio in Siria precedente a quello del 6 d.C., verso la fine del regno di Erode il Grande (morto 4 a.C.), mandato del quale però non vi è traccia tra le fonti storiche pervenuteci. La datata ipotesi di questi studiosi troverebbe una prova archeologica di un precedente mandato di Quirinio nella Lapide di Tivoli (Lapis o Titulus Tibutinus), ritrovata a Tivoli nel 1764. Questa riferisce di un secondo mandato di Augusto per un governatore della Siria. La lapide ci è però pervenuta mutila e non riporta il nome del governatore, per cui l'identificazione con Quirinio è possibile ma non sicura: sono stati infatti proposti altri consoli diversi da Quirinio per i quali è possibile ipotizzare un secondo governatorato: Marco Vipsanio Agrippa; Marco Plauzio Silvano; Lucio Calpurnio Pisone.
La principale obiezione a questo precedente mandato è che questa soluzione apre un altro problema di compatibilità cronologica. Non ci è nota con chiarezza e precisione la successione dei governatori in Siria ma vi è sostanziale accordo tra gli studiosi circa questa sequenza ipotetica:
- Marco Vipsanio Agrippa: 23-13 a.C.
- Gaio Marco Tizio: 13-9 a.C.? (con sicurezza il 10/9 a.C.)
- Gaio Senzio Saturnino: 9/8-7/6 a.C.
- Publio Quintilio Varo: 7/6 - 5/4 a.C.
- Quirinio?: 3-2 a.C.
- Gaio Cesare: 1 a.C./1 d.C. - 4 d.C.
- Volusio Saturnino: 4-5 d.C.
- Publio Sulpicio Quirinio: 6-7? d.C.

L'ipotesi di un primo incarico tra il 12-11 a.C. non trova largo consenso tra gli attuali studiosi che vi collocano il governatorato di Marco Tizio, e contraddice la prassi riscontrabile della nomina provinciale dopo almeno 5 anni dal consolato (Quirinio fu console nel 12 a.C.). Rimane il "buco" tra il 3-2 a.C., periodo nel quale però si ritiene che Erode fosse già morto (4 a.C., anche se alcuni datano la morte al 1 a.C.). L'ipotesi di un precedente mandato di Quirinio pertanto non sembra risolvere il problema del "primo censimento" al tempo di Erode.
"Vice-imperatore d'Oriente"
Durante il suo governatorato in Siria Marco Vipsanio Agrippa ebbe in oriente un incarico speciale di grado superiore a quello dei semplici governatori, rappresentando una sorta di "Vice-imperatore" per le province orientali. Alcuni studiosi hanno ipotizzato che questo super-incarico fosse rivestito da altri funzionari successivi: Quirinio tra il 10-2 a.C., Gaio Cesare, Germanico... Il "governante" di Lc2,2 si riferirebbe dunque a questa funzione di Quirinio e non al titolo di governatore. L'ipotesi di questo super-incarico non trova però conferma nelle fonti dell'epoca.
"Incaricato per il censimento"
È possibile che il termine "governante" non sia riferito all'incarico di governatore vero e proprio ma si riferisca a un titolo specifico attribuito a Quirinio limitatamente al censimento. Il titolo di questo incarico in greco è timetés, latino censitor, ricorrente in numerose epigrafi e fonti testuali dell'epoca. L'incarico comportava anche un potere militare data la continua possibilità di disordini pubblici.
In questo caso, il fatto che Luca non utilizzi il termine appropriato a favore del generico "governante" è compatibile con l'estrema fluidità e incertezza che caratterizzava i vari titoli amministrativi romani, sia in greco che in latino.

### Censimento a un re alleato

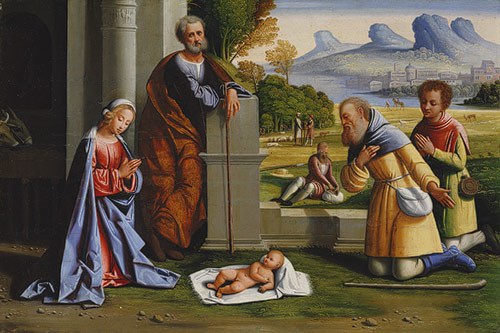
Giovanni Battista Benvenuti ("l'Ortolano"), L'adorazione dei pastori, prima del 1527, olio su tela.

Una obiezione diffusa all'ipotesi di un "primo censimento" romano in Giudea durante il regno di Erode è che questa non si trovava sotto il diretto controllo romano e quindi non poteva essere soggetta a un censimento provinciale.
Tuttavia come indicato sopra i censimenti riguardavano anche i regni alleati. Lo stato di rex socius che caratterizzava Erode nei confronti di Roma era tutt'altro che paritario e un'ingerenza di Augusto nella politica interna della Giudea non appare improbabile. Lo stesso Erode fu nominato re dall'imperatore romano, e anche le nomine e le deposizioni dei suoi successori furono stabilite a piacimento degli imperatori.
Un possibile ulteriore motivo circa l'ipotetico "primo censimento" di Quirinio presso Erode può essere trovato in un episodio accaduto nell'8 a.C. In quell'anno Erode aveva intrapreso una campagna militare contro i vicini Nabatei, alleati-sudditi come anche Erode dell'impero. Augusto ne fu indignato. È possibile che in occasione del censimento universale dell'8 a.C. Augusto abbia imposto al suddito-alleato Erode un censimento per conoscere la situazione del suo regno anche come segno di sottomissione a Roma, oppure che si sia offerto direttamente Erode di farlo in servile riparazione del torto fatto ad Augusto.

### Censimento non residenziale
L'usanza di registrarsi presso la propria città di origine e non presso quella di residenza, come suggerisce Lc2,3-4, non appare comune per gli altri censimenti provinciali romani e viene giudicata improbabile da molti studiosi, anche per l'inutile spostamento di migliaia di persone che questo avrebbe comportato.
Secondo alcuni studiosi, invece, l'usanza di un censimento provinciale non residenziale sarebbe attestata nel 104 d.C. in Egitto; studiosi cristiani, come Raymond Brown, notano comunque come non vi siano possibili paralleli con tale censimento egizio "kata oikian" - "in cui un abitante temporaneo, per essere registrato, doveva tornare alla zona del suo domicilio abituale dove aveva una casa" - e che questo non possa considerarsi una prova "a sostegno del viaggio di Giuseppe da Nazareth dove risiedeva permanentemente (2:39) a Betlemme dove chiaramente non aveva proprietà o ricchezza", mentre infatti "Luca non attribuisce la necessità [del viaggio a Betlemme] alla proprietà ma al lignaggio, non usa apotimēsis, che è il termine appropriato per registrare beni o reddito" e quindi "Luca fa riferimento a un censimento per discendenza".
Alcuni studiosi cristiani ritengono, invece, che la possibilità di un censimento non residenziale tra gli ebrei possa essere verosimile: il popolo ebraico era profondamente legato alla propria storia individuale e alle relazioni ancestrali e l'amministrazione romana, attenta per quieto vivere ad adeguarsi alle usanze e tradizioni locali, può aver tenuto conto di questo, anche se Luca ritene erroneamente che fosse interessata anche la Galilea e "questo non è il caso del censimento del 6-7 d.C., poiché a quel tempo la Galilea non era sotto la diretta supervisione di Quirinio, ma era una tetrarchia governata da Erode Antipa"; inoltre, lo stesso Luca precisa che il censimento riguardò tutto l'impero romano e non solo gli Ebrei. Nel caso specifico di Giuseppe e di tutti coloro che all'epoca vantavano una discendenza davidica, il trasferimento a Betlemme avrebbe potuto rappresentare, se fosse avvenuto, un motivo di notevole prestigio sociale e non un faticoso viaggio inutile. È stato anche ipotizzato che Giuseppe possedeva a Betlemme qualche proprietà immobiliare e solo per questo motivo avrebbe avuto l'obbligo di farsi registrare in questa città. Nota, comunque, Raymond Brown che - come anche sopra precisato, nella presente sezione - in realtà nulla nei resoconti evangelici indica che Giuseppe avesse alcuna proprietà a Betlemme e "nulla nella descrizione di Luca sul luogo di nascita o nel quasi immediato ritorno della famiglia a Nazareth ci incoraggia a pensare che Giuseppe avesse altre ragioni per andare a Betlemme oltre quella data, cioè la sua discendenza ancestrale [da re Davide]".
La maggioranza degli studiosi, anche di formazione cristiana, ritiene, comunque, inverosimile che tale censimento fosse non residenziale. I Romani facevano infatti registrare la popolazione nel luogo di residenza, dove si produceva il reddito tassabile, e non di origine che, come in questo caso, avrebbe inutilmente obbligato le persone ad un lungo ed oneroso viaggio - oltretutto interrompendo la propria attività produttiva, anche a scapito degli stessi Romani - per tornare alla città delle loro origini. 
Anche John Dominic Crossan ritiene che "l'idea che tutti dovessero recarsi per la registrazione nella propria patria d'origine per poi tornare alle proprie case sarebbe stata allora, come ai giorni nostri, una specie di mostruosità burocratica" e "la cosa importante ieri, come oggi, era in realtà il fatto di essere registrati dove si poteva essere tassati". Raymond Brown concorda che "poiché l'iscrizione era principalmente a fini fiscali, l'usanza romana era quella di registrare le persone dove vivevano o nella vicina città principale di un distretto (la città da cui sarebbe stata prelevata la tassa)".

### Censimento di Saturnino
Lo scrittore cristiano Tertulliano, attivo a Roma, attorno al 207 riporta una notizia inaspettata e non contenuta nei vangeli: Gesù nacque in Giudea durante un censimento ordinato da Augusto fatto da Senzio Saturnino.
Questa informazione confermerebbe l'ipotesi di un "primo censimento" al tempo di Senzio Saturnino (9-6 a.C.), verosimilmente in concomitanza col censimento universale dell'8 a.C. Per l'amministrazione romana, dalla quale Tertulliano attinge, il censimento è stato registrato sotto il nome del governatore che ne curò l'indizione, Saturnino, mentre per Luca e per gli Ebrei il censimento sarebbe stato ricordato come quello di Quirinio, il funzionario proveniente dalla Siria che diresse l'attuazione "sul campo" di questo primo censimento e indisse il secondo nel 6-7 d.C.

## Conclusione: alternative possibili
L'ampia maggioranza degli studiosi moderni, sia laici che cristiani, sostiene che l'autore del Vangelo secondo Luca abbia commesso un errore mettendo in relazione il censimento di Quirinio, che avvenne nel 6-7 d.C., con gli eventi della nascita di Gesù, collocabile precedentemente alla morte di Erode il Grande (avvenuta nel 4 a.C.). Secondo questi studiosi, l'errore fu causato dalla necessità di ambientare la nascita di Gesù a Betlemme per soddisfare una profezia dell'Antico Testamento, che appunto indicava Betlemme come luogo di nascita del Messia (Libro di Michea 5,1); il riferimento al censimento, con la necessità del viaggio di Giuseppe e Maria, sarebbe anche un modo di spiegare come mai Gesù è nato a Betlemme e cresciuto a Nazareth, località assai meno importante. 
Il primo studioso a sottolineare le contraddizioni nella narrazione evangelica fu il teologo David Friedrich Strauß, membro della Scuola di Tubinga e pioniere della critica storica: nel suo libro del 1835 La vita di Gesù o esame critico della sua storia, Strauß analizzò attentamente ogni possibile soluzione alla controversia, giungendo alla conclusione che il racconto della natività di Luca era in errore. Gli studiosi moderni, sia cristiani che non cristiani, sono oggi giunti sulle stesse posizioni.
D'altra parte, il Vangelo secondo Matteo riporta che Gesù è nato a Betlemme durante il regno di Erode, ma non dice nulla del censimento e neanche del viaggio di Giuseppe e Maria da Nazareth a Betlemme. In merito, Raymond Brown - che considera i due resoconti dell'infanzia, di Matteo e Luca, non storici e in contraddizione tra loro, tanto "che gli sforzi per armonizzare le narrazioni in una storia consecutiva sono del tutto infruttuosi" - ritiene che Matteo e Luca abbiano inserito, probabilmente dopo la stesura dei loro vangeli, tutto o parte dei racconti delle natività in base alle proprie necessità redazionali e teologiche e considera gli "evangelisti come autori veramente creativi e non semplici redattori". In merito alla ricerca storica relativa, osserva che "il risultato finale di alcuni aspetti di questa ricerca passata è stato, per i cristiani istruiti, quasi di imbarazzo sul valore delle narrative dell'infanzia. Ora la dottrina biblica sembra muoversi in una fase di ricerca più feconda, mentre cerca di recuperare il valore delle storie d'infanzia a livello teologico". 
Anche lo studioso John Dominic Crossan, tra i cofondatori del Jesus Seminar, ritiene che le narrazioni di Matteo e Luca, "caratterizzate da una tale libertà compositiva", non abbiano carattere storico ma rispondano alle necessità teologiche degli evangelisti. Va, inoltre, considerato che "uno studio del Vangelo di Luca e degli Atti mostra che Luca aveva delle carenze come storico"; in particolare, sul censimento di Quirino "Luca, come dimostra anche in At 5,37, non aveva ricordi chiari" e tale narrazione è riportata solo da Luca stesso ed è "basata su confusi ricordi dei censimenti romani" e "dubbia su quasi ogni punto, nonostante gli elaborati tentativi degli studiosi per difendere l'accuratezza lucana".
Una minoranza di studiosi, per lo più cristiani, propone una serie di spiegazioni alternative volte a salvare la storicità della narrazione lucana, nessuna delle quali ha però ottenuto sostegno dalla maggioranza degli studiosi:
- la nascita di Gesù avvenne durante il regno di Erode in occasione del censimento universale di Augusto indetto nell'8 a.C., quand'era governatore della Siria Senzio Saturnino (si veda Tertulliano); Erode indisse un censimento nel suo regno per compiacere Augusto o perché impostogli; questo primo censimento dell'8-7 a.C. fu gestito in Siria e Giudea da Quirinio e come tale ricordato dagli Ebrei e dall'autore del vangelo lucano, e lo stesso Quirinio indisse come governatore di Siria il secondo censimento del 6-7 d.C. (come testimoniato da Giuseppe Flavio). A differenza di Luca, il cui Vangelo era rivolto ai gentili, Matteo non avrebbe parlato del censimento perché il suo Vangelo era rivolto agli ebrei, per cui questo particolare non era importante. Si tratta dell'ipotesi maggiormente diffusa tra gli studiosi che vogliono salvaguardare la storicità della narrazione evangelica;[99]
- la nascita di Gesù avvenne in occasione dell'unico censimento di Quirinio in Siria e Giudea del 6-7, quando Erode era già morto. Il Vangelo secondo Matteo sbaglia nel collegare la nascita di Gesù all'epoca di Erode (Mt2[100]) e Luca sbaglia nell'indicare un "primo censimento" e nel riportare che Gesù all'inizio del suo ministero (probabilmente 28) aveva "circa trent'anni" (Lc3,23[101]).[102] L'ipotesi non trova tra gli studiosi largo consenso;[103]
- la nascita di Gesù avvenne durante il regno di Erode in occasione del censimento universale di Augusto indetto nell'8 a.C., quando Quirinio era governatore della Siria, durante un suo ipotetico primo mandato (attorno all'8 a.C.) al quale si riferisce la Lapide di Tivoli; il censimento fu portato a termine poco dopo dal governatore Senzio Saturnino (7-6 a.C.); nel 6-7 ebbe luogo un secondo censimento di Quirinio.[104] L'ipotesi non è compatibile con la successione dei governatori di Siria nota;
- la nascita di Gesù avvenne durante il regno di Erode in occasione del censimento universale di Augusto indetto nell'8 a.C., quand'era governatore della Siria Senzio Saturnino; il censimento fu portato a termine diversi anni dopo durante un ipotetico primo mandato di Quirinio (3-2 a.C.) al quale si riferisce la Lapide di Tivoli; nel 6-7 ebbe luogo un secondo censimento di Quirinio.[105] Una così lunga durata per un censimento (8-3/2 a.C.) non è riscontrata per altri censimenti e sono discutibili le prove di due mandati di Quirinio.

Altre ipotesi sono state avanzate in passato, e vanno citate per lo più per completezza storica:
- la nascita di Gesù avvenne al tempo di Erode il Grande (dunque probabilmente prima del 4 a.C.) in occasione dell'unico censimento di Quirinio che non ebbe luogo nel 6-7 come erroneamente riportato da Flavio Giuseppe.[106] Questa ipotesi non è considerata dagli studiosi contemporanei laici e cristiani, i quali accolgono come valide le indicazioni di Flavio Giuseppe;
- la nascita di Gesù avvenne in occasione dell'unico censimento indetto da Quirinio o Senzio Saturnino, iniziato al tempo di Erode (prima del 4 a.C.), e terminato solo nel 6-7.[107] L'ipotesi è improbabile dato il lungo periodo di tempo (almeno 10 anni) ipotizzato per lo svolgersi del censimento, ma comunque sostenuta da alcuni studiosi[5][6].

### Riferimenti
1. ↑  Giuseppe Flavio, Antichità giudaiche, 18,1,1 tr. ing.
2. ↑   Lc 2,1-2, su La Parola - La Sacra Bibbia in italiano in Internet.
3. ↑  Cfr ad esempio: Bibbia di Gerusalemme, EDB, 2011, ISBN 978-88-10-82031-5; Raymond E. Brown, The Birth of the Messiah, Doubleday, 1993, ISBN 0-385-47202-1.; John Dominic Crossan, Who killed Jesus?, HarperOne, 1995, pp. 16-26, ISBN 978-0-06-061480-5; Raymond E. Brown, Joseph A. Fitzmyer, Roland E. Murphy, Nuovo Grande Commentario Biblico, Queriniana, 2002, pp. 829, 890, ISBN 88-399-0054-3.
4. 1 2 3  David Friedrich Strauß, Das Leben Jesu, kritisch bearbaitet, 1835 (rappresenta il primo e sistematico sostenitore della a-storicità di Luca, ampiamente ripreso dagli studiosi successivi);
Emil Schürer, Geschichte des judischen Volks im Zeitalter Jesu Christi, 1886;
Raymond E. Brown, The Birth of the Messiah: A Commentary on the Infancy Narratives in Matthew and Luke, 1977, p. 413 ("this information is dubious on almost every score, despite the elaborate attempts by scholars to defend Lucan accuracy"); p. 554;
W.D. Davies, Ed Parish Sanders, "Jesus from the Jewish point of view", in The Cambridge History of Judaism, vol. 3: "the Early Roman Period", 1984 ("on many points, especially about Jesus' early life, the evangelists were ignorant … they simply did not know, and, guided by rumour, hope or supposition, did the best they could);
Fergus Millar, "Reflections on the trials of Jesus". A Tribute to Geza Vermes: Essays on Jewish and Christian Literature and History (JSOT Suppl. 100), pp. 355-81 ("Only Matthew and Luke take the story back to the birth of Jesus, and do so in wholly different and incompatible ways... Both birth narratives are constructs, one historically plausible [i.e. Matthew], the other wholly impossible [i.e. Luke], and both are designed to reach back to the infancy of Jesus, and to assert his connection to the house of David... and his birth in Bethlehem.");
John P. Meier, A Marginal Jew: Rethinking the Historical Jesus, 1991, v. 1, (tr. it. 2001) p. 205 ("Per conciliare Lc2,1 con i fatti della storia antica vengono escogitati tentativi disperati");
Erich S. Gruen, "The expansion of the empire under Augustus", in The Cambridge ancient history, 1996, Volume 10, p. 157;
James Dunn, Jesus Remembered, 2003, p. 344 ("It is difficult to avoid the conclusion that Luke was mistaken");
Anthony Harvey, A Companion to the New Testament, 2004, p. 221;
Géza Vermes, The Nativity, 2006, p. 96 ("from whatever angle one looks at it, the census referred to by Luke conflicts with historical reality")
5. 1 2 3 4   Joseph Ratzinger, L'infanzia di Gesù, Rizzoli, 2012,  p. 76, ISBN 978-88-586-3830-9. URL consultato il 21 dicembre 2022.
6. 1 2 3 4  Vedi anche (DE)  Alois Stöger, Das Evangelium nach Lukas, Düsseldorf, 1963
7. 1 2  V. p. es. Giuseppe Ricciotti, Vita di Gesù, par. 183-188 Archiviato il 6 marzo 2013 in Internet Archive.; Corrado Marucci, v. bibliografia.
8. ↑  Sul tema delle limitazioni delle fonti nel mondo antico, cfr. E.P. Sanders, Gesù. La verità storica, Mondadori, 1995 (titolo originale "The Historical Figure of Jesus", 1993).
9. ↑  Tra gli altri - oltre ai sotto citati - John Dominic Crossan, tra i cofondatori del Jesus Seminar e il teologo cristiano Rudolf Bultmann.
10. 1 2  Bibbia di Gerusalemme, EDB, 2011, p. 2439, ISBN 978-88-10-82031-5.
11. ↑   At5,37, su La Parola - La Sacra Bibbia in italiano in Internet.
12. ↑  Raymond E. Brown, Joseph A. Fitzmyer, Roland E. Murphy, Nuovo Grande Commentario Biblico, Queriniana, 2002, pp. 829, 890, ISBN 88-399-0054-3.
13. ↑  Raymond E. Brown, The Birth of the Messiah, Doubleday, 1993, p. 413, ISBN 0-385-47202-1.
14. ↑  I Vangeli dell'infanzia, storia o teologia?
15. ↑  Antichità giudaiche, 18,1,1 tr. ing.
16. ↑   At5,37, su La Parola - La Sacra Bibbia in italiano in Internet.
17. ↑   Mi5,1, su La Parola - La Sacra Bibbia in italiano in Internet.
18. 1 2 3  Il titolo ufficiale del governatore della provincia romana è discontinuo quanto a regioni e periodi: rector, praese, prafectus, legatus, procurator...
19. ↑  Flavio Giuseppe, Guerra giudaica 2,8 tr. ing.
20. ↑   At 5,37, su laparola.net..
21. ↑  Cfr, tra gli altri: Raymond E. Brown, The Birth of the Messiah, Doubleday, 1993, pp. 396, 549, 668-669, ISBN 0-385-47202-1; Bart Ehrman, Jesus apocalyptic prophet of the new millennium, Oxford University Press, 1999, p. 97, ISBN 978-0-19-512474-3; Raymond E. Brown, Joseph A. Fitzmyer, Roland E. Murphy, Nuovo Grande Commentario Biblico, Queriniana, 2002, p. 890, ISBN 88-399-0054-3; Raymond E. Brown, Joseph A. Fitzmyer, Roland E. Murphy, Nuovo Grande Commentario Biblico, Queriniana, 2002, pp. 829, 890, ISBN 88-399-0054-3; John Dominic Crossan, Gesù una biografia rivoluzionaria, Ponte alle Grazie, 1994, pp. 40-46, ISBN 88-7928-270-0.
22. 1 2 3   Joseph Ratzinger, L'infanzia di Gesù, Rizzoli, 2012,  p. 75, ISBN 978-88-586-3830-9. URL consultato il 21 dicembre 2022.
23. ↑  Vedi anche (DE)  Alois Stöger, Das Evangelium nach Lukas, Düsseldorf, 1963, p.372 sgg
24. ↑   Lc 2,1-2, su La Parola - La Sacra Bibbia in italiano in Internet.
25. ↑  Cfr, tra gli altri: Raymond E. Brown, The Birth of the Messiah, Doubleday, 1993, p. 413, ISBN 0-385-47202-1; Bibbia di Gerusalemme, EDB, 2011, p. 2439, ISBN 978-88-10-82031-5; Raymond E. Brown, Joseph A. Fitzmyer, Roland E. Murphy, Nuovo Grande Commentario Biblico, Queriniana, 2002, pp. 829, 890, ISBN 88-399-0054-3; Rudolf Bultmann, History of the Synoptic Tradition, Hendrickson Publisher, 1963, pp. 291-301, ISBN 1-56563-041-6; Bart Ehrman, Il Nuovo Testamento, Carocci Editore, 2015, pp. 152-156, ISBN 978-88-430-7821-9; John Dominic Crossan, Gesù una bibliografia rivoluzionaria, Ponte alle Grazie, 1994, pp. 36-46, ISBN 88-7928-270-0.
26. ↑  Vedi anche la sottostante sezione "Primo censimento" di Quirinio e la sezione La vita alla voce "Luca evangelista". (Cfr: Raymond E. Brown, The Birth of the Messiah, Doubleday, 1993, pp. 239, 395, 413, 447-449, 550-552, 666-668, 682-683, ISBN 0-385-47202-1; Bibbia di Gerusalemme, EDB, 2011, p. 2596, ISBN 978-88-10-82031-5; Rudolf Bultmann, History of the Synoptic Tradition, Hendrickson Publisher, 1963, p. 299, ISBN 1-56563-041-6; Raymond E. Brown, The Birth of the Messiah, Doubleday, 1993, pp. 682, 447-449, ISBN 0-385-47202-1; Adriana Destro e Mauro Pesce, Il racconto e la scrittura. Introduzione alla lettura dei vangeli, Carocci Editore, 2014, pp. 151-152, ISBN 978-88-430-7411-2; Bibbia TOB, Elle Di Ci Leumann, 1997, pp. 2313, 2316-2317, 2334, 2381, ISBN 88-01-10612-2.).
27. ↑  Raymond E. Brown, The Birth of the Messiah, Doubleday, 1993, pp. 551-552, 666, ISBN 0-385-47202-1.
28. 1 2  Annali 1,11,4 lat.
29. ↑  Res gestae divi Augusti 8 (lat. gr. ing.).
30. ↑  H. Braunert, "Der römische Provinzialzensus", Historia: Zeitschrift für alte Geschichte 6 (1957), p. 192 ss.
31. ↑  Tacito, Annali, 6,41 lat
32. ↑   Lc2,1-2, su La Parola - La Sacra Bibbia in italiano in Internet.
33. ↑  Raymond E. Brown, The Birth of the Messiah, Doubleday, 1993, pp. 395, 666-668, 413, 550, ISBN 0-385-47202-1.
34. ↑  (E. Gabba, Iscrizioni greche e latine per lo studio della Bibbia, p. 56)
35. ↑  (Antichità giudaiche, XVIII, 1-4 [i, 1])
36. ↑  (Antichità giudaiche, XVIII, 26 [ii, 1])
37. ↑  Corpus Inscriptionum Latinarum, a cura di H. Dessau, Berlino, 1887, vol. 14, p. 397, n. 3613
38. ↑  Antichità giudaiche, XVII, 89 [v, 2]; XVII, 221 [ix, 3]
39. ↑  Antichità giudaiche, XVI, 277, 280 [ix, 1]; XVI, 344 [x, 8]
40. ↑  a cura di S. Jackson, 1957, vol. IX, a pp. 375, 376
41. ↑  Corpus Inscriptionum Latinarum, a cura di T. Mommsen, O. Hirschfeld e A. Domaszewski, 1902, vol. 3, p. 1222, n. 6687; E. Gabba, op. cit., p. 52, opera di raccolta iniziata a Berlino dal 1863 e consultabile anche online http://www.bbaw.de/vh/cil/indez.htlm
42. ↑  I Apologia, XXXIV, 1
43. ↑  A Catholic Commentary on Holy Scripture, a cura di B. Orchard, 1953, p. 943
44. ↑  Raymond E. Brown, Joseph A. Fitzmyer, Roland E. Murphy, Nuovo Grande Commentario Biblico, Queriniana, 2002, pp. 880-881, 944, ISBN 88-399-0054-3. (Cfr anche: Bibbia di Gerusalemme, EDB, 2011, p. 2576, ISBN 978-88-10-82031-5; Raymond E. Brown, The Birth of the Messiah, Doubleday, 1993, p. 236, ISBN 0-385-47202-1; Bibbia TOB, Elle Di Ci Leumann, 1997, pp. 2484-2485, ISBN 88-01-10612-2; Bart Ehrman, Il Nuovo Testamento, Carocci Editore, 2015, pp. 275, 282, ISBN 978-88-430-7821-9.). Vedi anche le sezioni La vita alla voce "Luca evangelista" e Autore e canonicità alla voce "Atti degli Apostoli".
45. ↑  Cfr: "Nuovo Grande Commentario Biblico" (Raymond E. Brown, Joseph A. Fitzmyer, Roland E. Murphy, Nuovo Grande Commentario Biblico, Queriniana, 2002, ISBN 88-399-0054-3.); interconfessionale Bibbia TOB; John Dominic Crossan, tra i cofondatori del Jesus Seminar; teologo Rudolf Bultmann; Bibbia di Gerusalemme; storico e biblista Bart Ehrman. Vedi anche le sezioni La vita alla voce "Luca evangelista" e Autore e canonicità alla voce "Atti degli Apostoli".
46. ↑  Raymond E. Brown, The Birth of the Messiah, Doubleday, 1993, pp. 27, 236, 573, ISBN 0-385-47202-1.
47. ↑   Lc1,2, su La Parola - La Sacra Bibbia in italiano in Internet.
48. ↑  Raymond E. Brown, The Birth of the Messiah, Doubleday, 1993, pp. 239, 395, 413, 447-449, 550-552, 666-668, 682-683, ISBN 0-385-47202-1.
49. ↑  Cfr anche: Bibbia di Gerusalemme, EDB, 2011, p. 2596, ISBN 978-88-10-82031-5.
50. ↑   Lc2,22-39, su laparola.net..
51. ↑  Rudolf Bultmann, History of the Synoptic Tradition, Hendrickson Publisher, 1963, p. 299, ISBN 1-56563-041-6.
52. ↑   Lc17,11, su La Parola - La Sacra Bibbia in italiano in Internet.
53. ↑  Durante il viaggio verso Gerusalemme, Gesù attraversò la Samaria e la Galilea.
54. ↑  Cfr: Adriana Destro e Mauro Pesce, Il racconto e la scrittura. Introduzione alla lettura dei vangeli, Carocci Editore, 2014, pp. 151-152, ISBN 978-88-430-7411-2; Bibbia TOB, Elle Di Ci Leumann, 1997, p. 2381, ISBN 88-01-10612-2.
55. ↑   Lc4,28-30, su La Parola - La Sacra Bibbia in italiano in Internet.
56. ↑  All'udire queste cose, tutti nella sinagoga furono pieni di sdegno; si levarono, lo cacciarono fuori della città e lo condussero fin sul ciglio del monte sul quale la loro città era situata, per gettarlo giù dal precipizio. Ma egli, passando in mezzo a loro, se ne andò.
57. ↑  Bibbia TOB, Elle Di Ci Leumann, 1997, pp. 2316-2317, ISBN 88-01-10612-2.
58. ↑  Corrado Augias, Mauro Pesce, Indagine su Gesù, Mondadori, 2006
59. ↑  Raymond E. Brown, The Birth of the Messiah, Doubleday, 1993, pp. 395, 550, 668, ISBN 0-385-47202-1.
60. ↑  
Johann Georg Herwaert, Novae, verae et ad calculum revocatae, chronologiae capita praecipua, 1612, p. 189;
Daniel Whitby, A Commentary on the Gospels and Epistles, 1703;
Philipp Eduard Huschke, Über den Zensus zur Zeit der Geburt Jesu Christi, 1840;
M.J. Lagrange, "Où en est le probléme du recensement de Quirinius?", Revue Biblique 8,60,1911.
F.M. Heichelheim, "Roman Syria", in An Economic Survey of Ancient Rome, 1938, p. 161;
Nigel Turner, Grammatical Insights into the New Testament, 1965, pp. 23-24;
P.W. Barnett, "Apographē and apographesthai in Luke 2:1-5", Expository Times 85 (1973-1974), pp. 337-380;
Frederick Fyvie Bruce, Jesus and Christian Origins Outside the New Testament, 1974, p. 192.
H.W. Hoehner, Chronological Aspects of the Life of Christ, 1977, p. 21;
Wayne Brindle, "The Census and Quirinius: Luke 2:2", Journal of the Evangelical Theological Society 27 (1984), pp. 48-49;
Ben Witherington III, What Have They Done With Jesus?, 2006, p. 101.
61. ↑  José Miguel Garcìa, La vita di Gesù, 2005, pp. 59-60.
62. ↑   Lc2,2, su La Parola - La Sacra Bibbia in italiano in Internet.
63. ↑   Gv1,15;1,30;15,18, su La Parola - La Sacra Bibbia in italiano in Internet.
64. ↑  Joseph A. Fitzmyer, The Gospel According to Luke I-IX, 1981, p. 401; Daniel B. Wallace, Greek Grammar Beyond the Basics - An Exegetical Syntax of the New Testament, 1996, p. 304.
65. ↑  Giuseppe Ricciotti, Vita di Gesù, par. 185 Archiviato il 6 marzo 2013 in Internet Archive..
66. ↑  Friedrich Spanheim, Annali ecclesiastici, 1631-1639, p. 191; Nathaniel Lardner, The Credibility of the Gospel History, 1729, p. 333.
67. ↑  Georg Benedikt Winer, A Grammar of the New Testament Diction, 1860, p. 259.
68. ↑   Lc2,2, su La Parola - La Sacra Bibbia in italiano in Internet.
69. ↑  
Cesare Baronio[senza fonte]; August Wilhelm Zumpt, De Syria Romanorum provincia ab Caesare Augusto ad T. Vespasianum, in Comment. Epigraph., 1854, vol. ii. 88-125.
70. ↑  Huschke, pp. 65-66.[senza fonte]
71. ↑  Groag, "Prosopographische Beiträge," Jahreshefte des österreichischen archäologischen Instituts in Wien, 21-22 (1934), pp. 448 ss.
72. ↑  R. Syme, "Galatia and Pamphylia under Augustus," Klio: Beiträge zur alten Geschichte 9 (1934), p. 133.
73. ↑  T. Corbishley, Journal of Roman Studies 24 (1934), 43-49;
74. ↑  Marucci, v. bibliografia, pp. 2204-5.
75. ↑  D. Lazzarato, Chronologia Christi seu discordantium fontium concordantia, 1952, p. 520; Ethelbert Stauffer 1960[senza fonte].
76. ↑   Lc2,2, su La Parola - La Sacra Bibbia in italiano in Internet.
77. ↑  Marucci, pp. 2204-2205; Ricciotti, par. 187; Nuova CEI, nota a Lc2,2: "Publio Sulpicio Quirinio fu capo militare in Siria prima del 6 a.C.".
78. ↑  Lily Ross Taylor, "Quirinius and the Census of Judaea", in American Journal of Philology 54 (1933), 120-133, p. 131; F.M. Heichelheim, "Roman Syria", in An Economic Survey of Ancient Rome (6 vv., 1933-1940), vol. 4, pp. 160-162; Brook W. R. Pearson, "The Lucan censuses, revisited", in Catholic Biblical Quarterly (April 1999), p. 272.
79. ↑  Flavio Giuseppe, Antichità giudaiche, 16,286-292.
80. ↑   Lc2,3-4, su La Parola - La Sacra Bibbia in italiano in Internet.
81. ↑  James Douglas Grant Dunn, Jesus Remembered, p. 344; E.P. Sanders, The Historical Figure of Jesus, 1993, p.86; Bart Ehrman, A Brief Introduction to the New Testament, p.103.
82. ↑  Raymond E. Brown, The Birth of the Messiah, Doubleday, 1993, pp. 396, 549, 668-669, ISBN 0-385-47202-1.
83. ↑  R.E. Brown, The Birth of the Messiah, p. 549; Giuseppe Ricciotti, Vita di Gesù, par. 188 Archiviato il 6 marzo 2013 in Internet Archive..
84. ↑  Raymond E. Brown, The Birth of the Messiah, Doubleday, 1993, pp. 549-550, ISBN 0-385-47202-1.
85. ↑  Bibbia di Gerusalemme, EDB, 2011, pp. 2438-2439, ISBN 978-88-10-82031-5.
86. ↑  Raymond E. Brown, The Birth of the Messiah, Doubleday, 1993, pp. 396, 549-550, 668-669, ISBN 0-385-47202-1.
87. ↑  Bibbia di Gerusalemme, EDB, 2011, note p. 2439, ISBN 978-88-10-82031-5; Bart D. Ehrman, Jesus, Interrupted - Revealing the Hidden Contradictions in the Bible, HarperCollins Publishers, 2009, pp. 32-33, ISBN 978-0-06-186327-1; Raymond E. Brown, La nascita del Messia secondo Matteo e Luca, Cittadella, 2002, pp. 33-35, ISBN 9788830802520; Bart D. Ehrman, Gesù è davvero esistito? Un'inchiesta storica, Mondadori, 2013, pp. 184-186 e 301, ISBN 978-88-04-63232-0; Raymond E. Brown, An Introduction to the New Testament, Doubleday, 1997, p. 233, ISBN 0385247672; Bart Ehrman, Il Nuovo Testamento, Carocci Editore, 2015, pp. 154-155, ISBN 978-88-430-7821-9.
88. ↑  John Dominic Crossan, Gesù una biografia rivoluzionaria, Ponte alle Grazie, 1994, pp. 40-46, ISBN 88-7928-270-0.
89. ↑  Raymond E. Brown, The Birth of the Messiah, Doubleday, 1993, p. 549, ISBN 0-385-47202-1.
90. ↑   Mi 5,1, su La Parola - La Sacra Bibbia in italiano in Internet.
91. ↑  (DE) David Friedrich Strauss, Das Leben Jesu, kritisch bearbeitet, C.F. Osiander, 1835. URL consultato il 2 settembre 2021.
92. ↑   John P. Meier, Un ebreo marginale. Ripensare il Gesù storico, Queriniana, 2001, ISBN 978-88-399-0417-1. URL consultato il 2 settembre 2021.
93. ↑   Raymond E. Brown, La nascita del Messia secondo Matteo e Luca, Cittadella, 1981, ISBN 978-88-308-0252-0. URL consultato il 2 settembre 2021.
94. ↑  (EN) Geza Vermes, The Nativity: History and Legend, Penguin Books Limited, 2 novembre 2006, ISBN 978-0-14-191261-5. URL consultato il 2 settembre 2021.
95. ↑  (EN) Bart D. Ehrman, Jesus: Apocalyptic Prophet of the New Millennium, Oxford University Press, 23 settembre 1999, ISBN 978-0-19-983943-8. URL consultato il 2 settembre 2021.
96. ↑  Raymond E. Brown, The Birth of the Messiah, Doubleday, 1993, pp. 6, 35-38, 100, 240, 497, 562, ISBN 0-385-47202-1.
97. ↑  John Dominic Crossan, Gesù una bibliografia rivoluzionaria, Ponte alle Grazie, 1994, pp. 36-46, ISBN 88-7928-270-0.
98. ↑  Cfr capitoli precedenti. (Tra gli altri: Bibbia di Gerusalemme, EDB, 2011, p. 2439, ISBN 978-88-10-82031-5; Raymond E. Brown, Joseph A. Fitzmyer, Roland E. Murphy, Nuovo Grande Commentario Biblico, Queriniana, 2002, pp. 829, 890, ISBN 88-399-0054-3; Raymond E. Brown, The Birth of the Messiah, Doubleday, 1993, p. 413, ISBN 0-385-47202-1; Rudolf Bultmann, History of the Synoptic Tradition, Hendrickson Publisher, 1963, pp. 291-301, ISBN 1-56563-041-6; Bart Ehrman, Il Nuovo Testamento, Carocci Editore, 2015, pp. 152-156, ISBN 978-88-430-7821-9; John Dominic Crossan, Gesù una biografia rivoluzionaria, Ponte alle Grazie, 1994, pp. 36-46, ISBN 88-7928-270-0.).
99. ↑  Marucci; Ricciotti, par. 187, sua terza possibile soluzione presentata; nota a Luca 2,2 dell'edizione Nuova CEI.
100. ↑   Mt2, su La Parola - La Sacra Bibbia in italiano in Internet.
101. ↑   Lc3,23, su La Parola - La Sacra Bibbia in italiano in Internet.
102. ↑  J. Duncan, M. Derrett, "Further Light on the Narratives of the Nativity", Novum Testamentum 17.2 (April, 1975), pp. 81-108; Mark Smith, "Of Jesus and Quirinius", Catholic Biblical Quarterly 62 (2000), pp. 278-293.
103. ↑  John Thorley, "The Nativity Census: What Does Luke Actually Say?", Greece & Rome vol. 26 no. 1 (April 1979) p. 81 and n. 1; R.E. Brown, The Birth of the Messiah, p. 548.
104. ↑  Ricciotti, par. 187, sua prima possibile soluzione presentata.
105. ↑  Ricciotti, par. 187, sua seconda possibile soluzione presentata.
106. ↑  Così Calvino, Commento al Vangelo di Luca, 1556.
107. ↑  Calvino, Commento al Vangelo di Luca, 1556; Henri Valois[senza fonte]; William Whiston, Short Chronology of the Old Testament, and of the Harmony of the Four Evangelists, 1702; Humphrey Prideaux, The Old and New History Connected, 1715-17.